# Olympische Jugend-Sommerspiele 2010/Teilnehmer (Litauen)
| Gelbes Symbol für Goldmedaillen mit stilisierten Olympischen Ringen | Graues Symbol für Silbermedaillen mit stilisierten Olympischen Ringen | Braundes Symbol für Bronzemedaillen mit stilisierten Olympischen Ringen |
| ------------------------------------------------------------------- | --------------------------------------------------------------------- | ----------------------------------------------------------------------- |
| 3                                                                   | —                                                                     | 1                                                                       |

Die Jugend-Olympiamannschaft aus Litauen für die I. Olympischen Jugend-Sommerspiele vom 14. bis 26. August 2010 in Singapur bestand aus 24 Athleten.

## Athleten nach Sportarten

### Basketball
Jungen
- Mantas Mockevičius
- Rokas Narkevičius
- Martynas Pauliukėnas
- Marius Užupis

### Boxen
Jungen
- Evaldas Petrauskas
Gold  Leichtgewicht
- Ričardas Kuncaitis
Gold  Halbweltergewicht

### Judo
| Mädchen - Laura Naginskaitė Bronze Klasse bis 63 kg | Jungen - Kęstutis Vitkauskas |

### Kanu
Jungen
- Elvis Sutkus

### Leichtathletik
| Mädchen - Diana Kačanova - Dovilė Dzindzaletaitė - Laura Gedminaitė | Jungen - Marius Šavelskis - Mantas Jusis - Martynas Šedys - Marius Simanavičius |

### Moderner Fünfkampf
| Mädchen - Gintarė Venčkauskaitė | Jungen - Lukas Kontrimavičius Bronze Mixed (mit Gulnas Gubaidullina Russland) |

### Rudern
Jungen
- Rolandas Maščinskas
Gold  Einer

### Schwimmen
| Mädchen - Jūratė Ščerbinskaitė - Urtė Kazakevičiūtė | Jungen - Vaidotas Blažys |

### Segeln
Jungen
- Valerijus Ovcinnikov

### Turnen

#### Gymnastik
Jungen
- Robert Tvorogal